# عدسة بارلو

Cone of light behind an achromatic doublet objective lens (A) without (red) and with (green) a Barlow lens optical element (B)

عدسة بارلو سميت نسبة لبيتر بارلو و هي عدسة متباينة و التي تستخدم مع مجموعة منالبصريات الأخرى في نظام بصري و هي تزيد من فعالية البعد البؤريللنظام البصري حيث تدركها عن طريق كل المركبات التي بعدها في النظام النتيجة الفعلية هي ان ادخال عدسة بارلو يكبر الصورة.
عدسة بارلو الحقيقية ليست مجرد  عنصر زجاجي لان ذلك سيسبب زيغ لوني و زيغ كروي إذا لم تكن العدسة شبه كروية. تكوينات أخرى أكثر شيوعا تستخدم ثلاث عناصر  أو أكثر لتصحيح العدسة اللالونية أو تصحيح اللامزيغ و اعطاء دقة اعلى للصورة.
تستخدم عدسة بارلو في التلسكوبات والميكروسكوبات بالإضافة إلى الكاميرات.